# Унслебен
Унслебен (нім. Unsleben) — громада в Німеччині, розташована в землі Баварія. Підпорядковується адміністративному округу Нижня Франконія. Входить до складу району Рен-Грабфельд. Складова частина об'єднання громад Гойстрой.
Площа — 8,93 км2. Населення становить 926 ос. (станом на 31 грудня 2020).